# Citadelle de Gand
Ne doit pas être confondu avec Château des comtes de Flandre.
La citadelle de Gand (en néerlandais : de citadel van Gent) est une ancienne citadelle du Royaume uni des Pays-Bas puis de Belgique, située dans la ville de Gand dans la province de Flandre-Orientale. Construite à partir de 1822, elle fait partie des ouvrages de la deuxième ligne fortifiée de la barrière Wellington. 
Après avoir accueilli plusieurs unités de l'armée belge, elle fut démolie à la fin du XIXe siècle. Il n'en reste aujourd'hui que quelques vestiges sur le site qui est devenu le citadelpark, ouvert en 1875.
Sa devise était « Nemo me impune lacessat » (« Personne ne m'attaquera impunément »).

## Histoire

### Genèse et construction

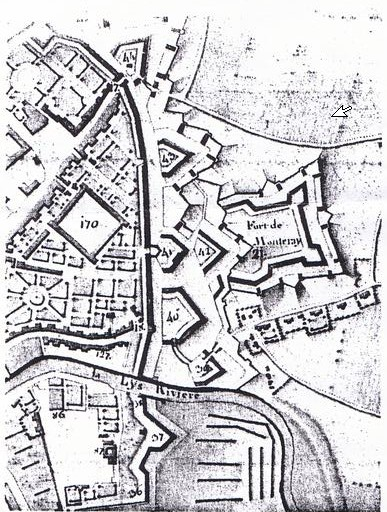
L'ancien fort Monterey construit à l'époque ds Pays-Bas espagnols en 1671 et démoli en 1782.

La construction d'une citadelle à Gand s'inscrit dans le projet de la barrière Wellington, largement soutenu par le Royaume-Uni de Grande-Bretagne et d'Irlande qui souhaite que le Royaume uni des Pays-Bas, créé par le congrès de Vienne de 1815, devienne un état-tampon entre la France et la Prusse. Elle fait partie de la deuxième ligne fortifiée, allant de la citadelle d'Ostende jusqu'à la forteresse de Maastricht, sur les trois que compte la barrière. Sa construction est décidée le 1er mai 1819 mais les plans définitifs réalisés par le major Adriaan Rudolf Willem Gey van Pittius ne sont approuvés que le 4 octobre 1821 et les travaux débutent le 27 mai 1822 en raison de retards administratifs. Le coût total du projet est estimé à 3 175 000 florins néerlandais de  l'époque. À cela s'ajoutent 153 250 florins pour l'achat du terrain ainsi que l'expropriation et la démolition d'un certain nombre de maisons existantes, la citadelle étant bâtie sur le site de l'ancien fort Monterey, datant de l'époque des Pays-Bas espagnols, construit en 1671 et démoli en 1782 sur ordre de l'empereur Joseph II d'Autriche. 
La première pierre est posée le 15 avril 1823 par le major Gey de Pittius lui-même : il s'agit de l'angle du bastion n°2. Le 18 août 1830, les premières unité d'artillerie prennent place dans la citadelle sans toutefois encore y stocker la poudre ni les autres munitions.

### Révolution belge

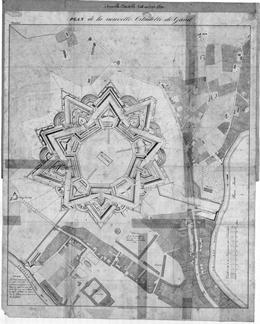
Plan de la citadelle de Gand.

Lorsque la révolution belge éclate avec l'insurrection de 1830 dans les Pays-Bas méridionaux, la citadelle n'est que partiellement achevée et est sous le commandement d'Andries Jan Jacob des Tombe (nl). Après les Journées de Septembre, l'armée royale dirigée par le prince Frédéric d'Orange-Nassau est chassée de Bruxelles et progressivement repoussée vers la frontière entre la Belgique et les Pays-Bas avec le début de la guerre belgo-néerlandaise.
Le 1er octobre 1830 la garde bourgeoise de Gand encercle la citadelle en travaux. Dès le lendemain, 2 800 soldats sous le commandement du colonel Destombes, enfoncent les barricades dressées par les insurgés et entrent dans la place forte, toujours en construction. À ce moment, la garnison se compose de :
- la 17e afdeeling d'infanterie, commandée par le colonel Bogelaer et comptant 1 900 hommes avec quasiment une moitié des officiers qui sont « belges ».
- un bataillon de la 5e afdeeling, fort de 600 hommes et commandé par le capitaine belge Langerok.
- une batterie d'artillerie, tous Belges sauf les officiers, commandée par le capitaine Kuypers.
- une partie du 8e régiment de hussards, commandé par le capitaine Delfosse, tous belges.
- l'état-major du commandement militaire de la province de Flandre-Orientale.

Ils sont rejoints par 120 hommes chassés la veille du Kezelfort (nl) d'Audenarde par les volontaires de la révolution belge de 1830.
Le 3 octobre, de nombreux soldats belges de la 17e afdeeling se mutinent. Après des négociations, ils sont autorisés à sortir la citadelle sous prétexte de décharger un bateau de paille et sont 240 officiers et soldats belges à quitter le fort dès le lendemain. Cela provoque une nouvelle mutinerie bien plus importante dans l'après-midi du 4 octobre, dirigée par un millier de soldats qui exigent de sortir également. Ils sont retenus par huit canons pointés sur eux. Toutefois, le 5 octobre, 240 autres mutins sont autorisés à sortir et désertent. 

### Siège et prise par les belges

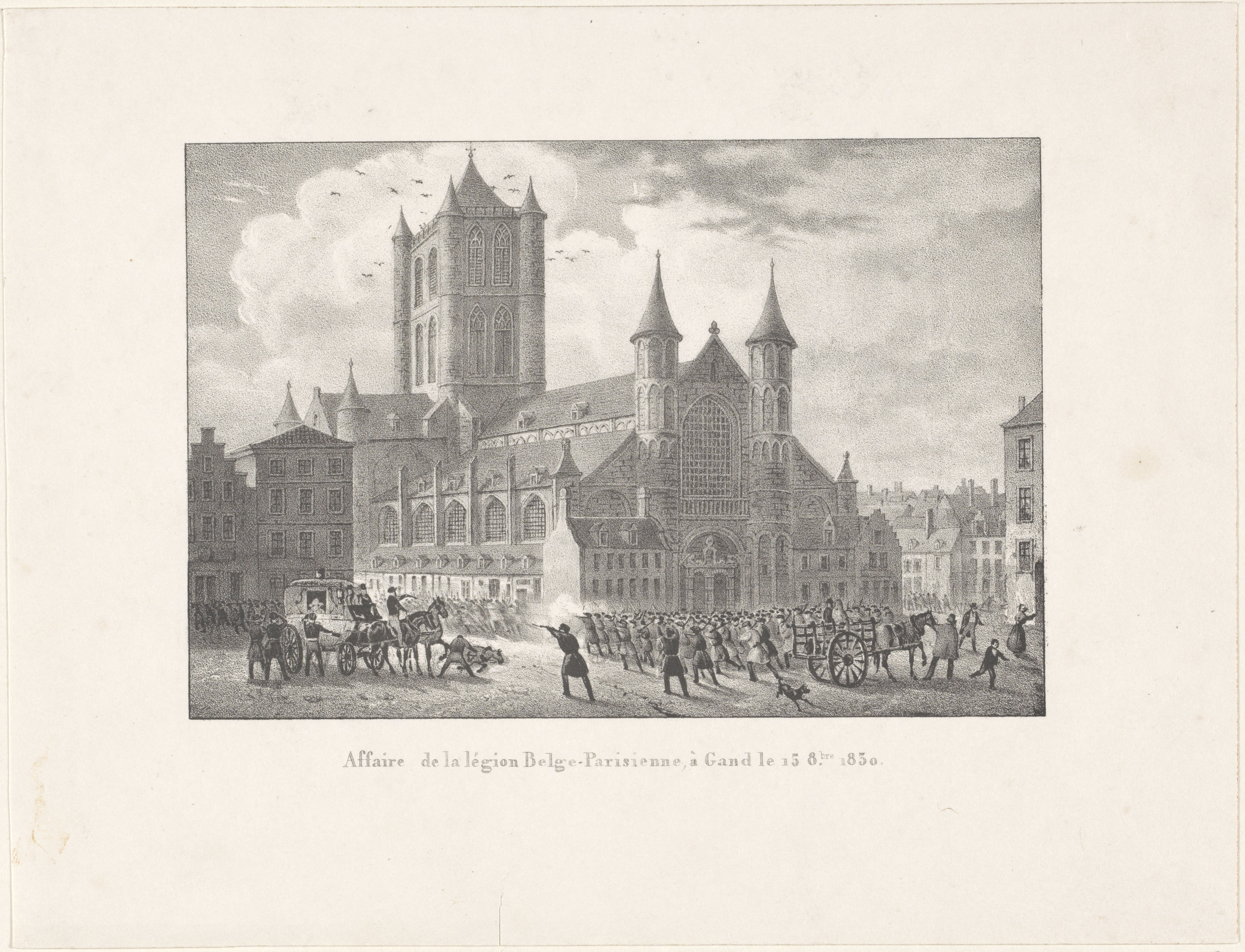
Combats devant l'église Saint-Nicolas de Gand lors de la prise de la ville par la légion belge parisienne, le 15 octobre 1830 entre les volontaires de la révolution belge et les forces néerlandaises, dont les pompiers de Gand.

Après la déclaration d'indépendance de la Belgique, le corps franc des tirailleurs belges-parisiens mené par le Français Louis Adolphe Le Doulcet de Pontécoulant, arrive à Gand le 11 octobre 1830, et entame le siège de la citadelle avec la garde bourgeoise de la ville et d'autres volontaires de la révolution belge de 1830. Ils sont rejoints par d'autres corps de volontaires dont la légion belge-parisienne. Peu après, les premières escarmouches entre les sentinelles néerlandaises et les assaillants belges ont lieu. Le 15 octobre, le régence de la ville et le gouverneur de la province de Flandre-Orientale, Hendrik Jacob van Doorn van Westcapelle (nl), font appel aux pompiers de Gand dont l'une des missions, à l'époque, est également le maintien de l'ordre public. Leur commandant, le major Van de Poele, intervient alors avec 30 hommes et ses deux canons, et engage le combat près de l'église Saint-Nicolas de Gand, faisant plusieurs morts et blessés. A la suite de cela, ils se redéploient sur le Kouter où, après concertation entre les dirigeants, le chef des pompiers se rallie à la cause révolutionnaire et promet de rester désormais dans sa caserne, située dans le château de Gérard le Diable, et de n'obéir qu'aux ordres des volontaires et du gouvernement provisoire de Belgique.
Le 16 octobre, le major d'infanterie De Haan est envoyé comme négociateur auprès du général belge Ignace Louis Duvivier. Ce faisant, il doit traverser une foule hostile jusqu'au Kouter où le commandement belge s'est établi. Le lendemain, le colonel Destambes et le général Duvivier entament des négociations officielles sur le glacis du fort. Les Néerlandais y obtiennent une reddition avec autorisation de quitter la citadelle dans la nuit du 18 au 19 octobre en conservant leurs armes. Ce qu'ils font à la date convenue, une heure avant le lever du soleil, avec 700 hommes et 4 pièces d'artillerie chargées. 
Une dernière altercation a lieu à la porte de Damme (nl), qui est fermée et où les commissaires du gouvernement provisoire de Belgique exigent que les hussards « belges » encore présents fassent demi-tour. La colonne néerlandaise menace alors de tirer sur la porte avec ses quatre pièces d'artillerie et celle-ci est finalement ouverte. L'ensemble du contingent néerlandais quitte la ville vers Anvers, y compris les hussards belges. 

### Utilisation par l'armée belge
À partir de 1831, le génie civil belge achève la citadelle pour la rendre prête à l'emploi. Elle n'est ainsi pas concernée par la convention des forteresses qui fait démanteler plusieurs ouvrages des lignes de la barrière Wellington située en Belgique depuis l'indépendance de cette dernière. La nouvelle armée belge occupe alors la citadelle avec le 9e régiment de ligne et le 2e régiment de chasseurs à cheval.
Le 29 janvier 1849, une explosion survient dans la poudrière gauche du bastion n°5 provoquée par le sous-lieutenant d'artillerie Bernard, qui se suicide en faisant exploser 65 barils de poudre. Cela cause la mort de deux autres soldats et fait une quinzaine d'autres blessés.

### Rachat et démolition

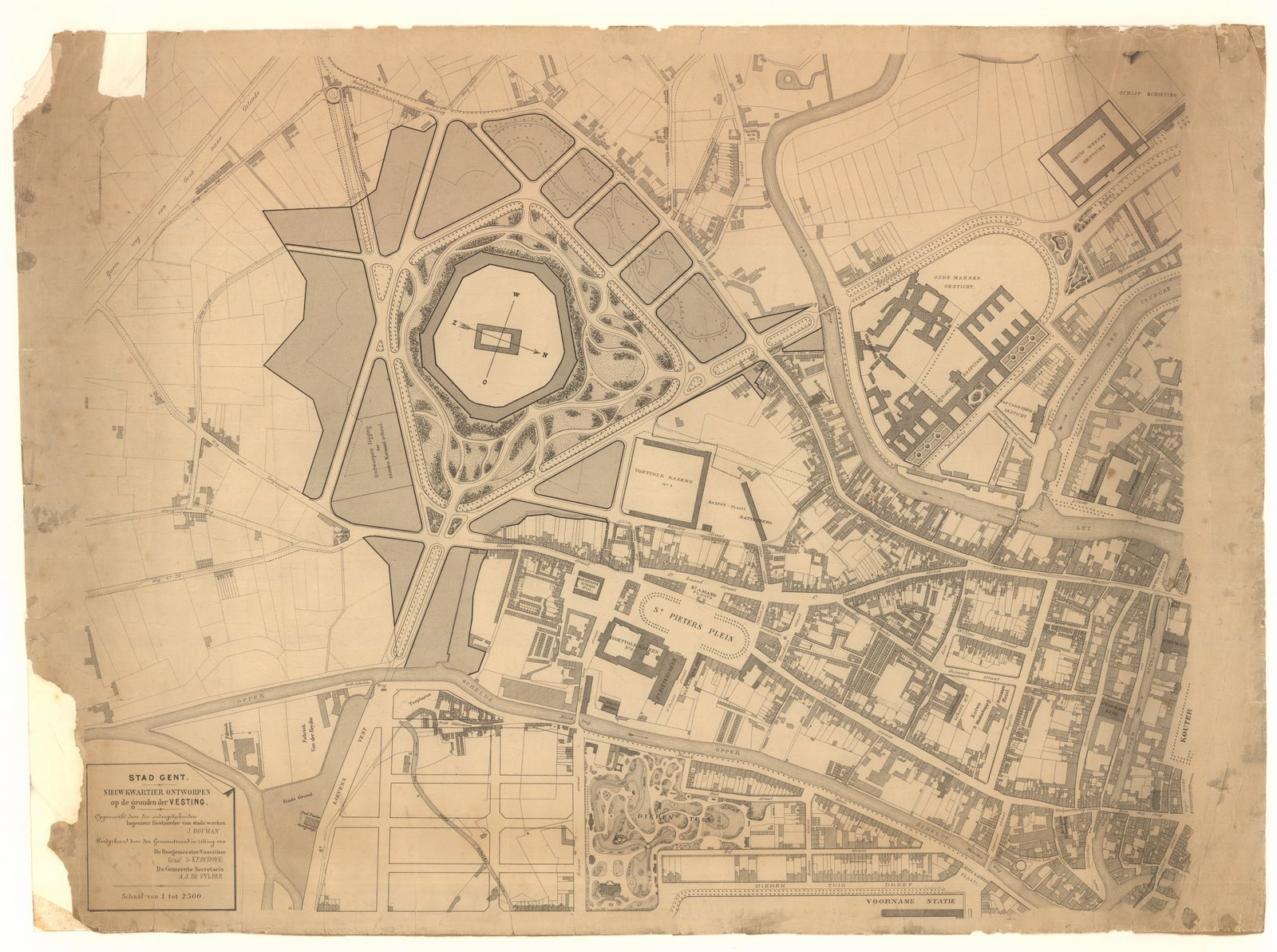
La citadelle en 1874.

Dans une étude réalisée en 1863, le lieutenant-colonel Brialmont, expert en fortifications, décrivait déjà la citadelle comme militairement inutile en cas d'invasion militaire majeure, en raison de sa situation trop proche du centre-ville. Le 22 avril 1870, sur la base d'un avant-projet du bourgmestre Charles de Kerchove de Denterghem, un compromis est trouvé avec les autorités militaires pour le déclassement définitif de la place forte. L'ensemble du fort sera finalement racheté par la ville de Gand par un accord signé par les deux parties le 25 avril 1870. Toutefois, il est postposé à cause du début de la guerre franco-allemande de 1870 lors de laquelle l'armée belge est sur le pied de guerre, craignant une invasion du territoire national. Après l'armistice du 28 janvier 1871, l'accord antérieur entre la ville de Gand et les autorités militaires est définitivement réglé dès 7 mars de la même année, à partir de quand la démolition commence progressivement. 

## Traces actuelles
Son emplacement a été récupéré pour créer le citadelpark, il n'en reste plus aujourd'hui que la porte côté ville intégrée dans le parc.